# Comiteco (Belo Horizonte)
Comiteco é um bairro nobre, de classe alta, da Região Centro-Sul de Belo Horizonte.

## Bairros vizinhos
- Anchieta
- Mangabeiras

## Ligações Externas
- Dados gerais sobre a cidade de Belo Horizonte